# Hylemera azalea
Hylemera azalea là một loài bướm đêm trong họ Geometridae.